# Scarlet
Scarlet, stiliserat som SCARLET, är en svensk metalduo som grundades 2018. Artisterna, som har valt att hålla sina identiteter hemliga, kallar sig för Scarlet Hunts och Thirsty. Scarlet Hunts kännetecknas av sin skelettliknande ansiktsmålning medan Thirsty är målad som en blodig vampyr.

## Bakgrund
Under sitt första år som aktiva artister spelade Scarlet på Sweden Rock Festival, Gefle Metal Festival  och Knotfest. 
Scarlet har bland annat blivit omskrivna i Metal Hammer, Elle Magazine och Sweden Rock Magazine.
År 2018 skrev Scarlet kontrakt med skivbolaget ART:ERY Music Group, där de tre första singlarna Age Of Seduction, Hail the Apocalypse och Killer Quinn släpptes.
Scarlet skrev kontrakt 2020 med det tyska skivbolaget Arising Empire  och i november samma år släpptes debutalbumet Obey the Queen som fick fina recensioner över hela metalscenen.
I mars 2022 åkte Scarlet ut på sin första Europaturné, som förband till rockgruppen Smash Into Pieces.
November 2024 anslöt sig duon till skivbolaget Universal Music Sweden, bokningsbolaget United Stage och argenturen Steelstar Agency.
I Melodifestivalen 2024 tävlade duon med låten "Circus X". Från den fjärde deltävlingen gick de till finalkvalet. De återvände till tävlingen med låten "Sweet N' Psycho" i Melodifestivalen 2025. Bidraget gick direkt till final där det slutade på en sjunde plats.

## Diskografi

### Singlar
- Age of Seduction (2018)
- Hail the Apocalypse (2018)
- Killer Quinn (2018)
- End in Blood (2019)
- Beauty & Beast (2020)
- #bossbitch (2020)
- Love Heroin (2020)
- Everybody Dies (2022)
- Red Lights (2022)
- Pow Pow Pow (2023)
- Kill Me Another Day (2023)
- Carol of the Bells (2023)
- Circus X (2023)
- Look What You Made Me Do (2023)
- Goddess (2024)

### Album
- Obey the Queen (2020)